# Daussoulx
Daussoulx [dosu] (en wallon Dåssoû) est une section de la ville belge de Namur située en Wallonie dans la province de Namur. C'était une commune à part entière avant la fusion des communes de 1977. 
Daussoulx est un village de Hesbaye situé à 5 kilomètres au nord du centre-ville, encore largement agricole avec des fermes dispersées. Le vieux centre du village est sur la liste des monuments protégés. Le village est entouré aux trois-quarts des deux autoroutes qui se croisent au nord de la localité.

## Démographie
- Sources:INS, Rem:1831 jusqu'en 1970=recensements, 1976= nombre d'habitants au 31 décembre

## Patrimoine et culture

### Patrimoine architectural
- Eglise Saint-Joseph. Construite en style néo-classique en 1859[3].
- Ferme de l'Abbaye ou de la Converterie. Propriété de l'abbaye norbertinne d'Heylissen, citée en 1253[3].
- Ferme du Haut-Daussoulx. Quadrilatère des XVIe XVIIe et XVIIIe siècles[4].
- L’échangeur routier, carrefour des autoroutes E42 (Autoroute de Wallonie) et E411 (autoroute des Ardennes), se trouve au nord-est du village de Daussoulx. Le centre PEREX [pour 'PERmanence d’EXploitation'] gérant le trafic du réseau autoroutier (et routier) de la Région wallonne s’y trouve également.
- Une piste cyclable (du Réseau RAVeL) allant de Jodoigne à Namur traverse le village dans sa longueur, empruntant le tracé de l’ancienne ligne de chemin de Fer 142 (Namur-Tirlemont). Daussoulx avait sa gare.